# Lovebites
Le Lovebites sono un gruppo musicale giapponese tutto al femminile di musica power metal. La band, formatasi nel 2016 a Tokyo, è costituita da alcune ex-componenti delle Destrose.
Nel 2018 hanno vinto il Metal Hammer Golden Gods Award nella categoria "Best New Band".

## Formazione

### Formazione attuale
- Asami – voce
- Haruna – batteria
- Midori – chitarra, cori
- Miyako – chitarra, tastiera, cori
- Fami – basso

### Ex componenti
- Miho – basso, cori

## Discografia

### Album in studio
- 2017 - Awakening from Abyss
- 2018 - Clockwork Immortality
- 2020 - Electric Pentagram
- 2023 - Judgement Day

### EP
- 2017 - The Lovebites EP
- 2018 - Battle Against Damnation
- 2021 - Glory, Glory, to the World

### Album dal vivo
- 2019 - Daughters of the Dawn - Live in Tokyo
- 2020 - Invitation to the theater

### Album video
- 2018 - Battle in the East - Live in Tsutaya
- 2019 - Daughters of the Dawn - Live in Tokyo
- 2020 - Five of a Kind
- 2021 - Heavy Metal Never Die